# NGC 5541/1
NGC 5541/1 је спирална галаксија у сазвежђу Волар која се налази на NGC листи објеката дубоког неба.
Деклинација објекта је + 39° 35' 18" а ректасцензија 14h 16m 31,7s. Привидна величина (магнитуда) објекта NGC 5541 износи 12,7 а фотографска магнитуда 13,6. NGC 55411 је још познат и под ознакама UGC 9139, MCG 7-29-59, CGCG 219-65, ARAK 444, IRAS 14144+3949, PGC 50991.